# Municipio de Rudy
El municipio de Rudy (en inglés: Rudy Township) es un municipio ubicado en el condado de Crawford en el estado estadounidense de Arkansas. En el año 2010 tenía una población de 1373 habitantes y una densidad poblacional de 58,42 personas por km².

## Geografía
El municipio de Rudy se encuentra ubicado en las coordenadas 35°31′46″N 94°14′52″O / 35.52944, -94.24778. Según la Oficina del Censo de los Estados Unidos, el municipio tiene una superficie total de 23.5 km², de la cual 23.49 km² corresponden a tierra firme y (0.06%) 0.01 km² es agua.

## Demografía
Según el censo de 2010, había 1373 personas residiendo en el municipio de Rudy. La densidad de población era de 58,42 hab./km². De los 1373 habitantes, el municipio de Rudy estaba compuesto por el 93.95% blancos, el 0.29% eran afroamericanos, el 1.6% eran amerindios, el 0.51% eran asiáticos, el 0.51% eran isleños del Pacífico, el 0.44% eran de otras razas y el 2.69% pertenecían a dos o más razas. Del total de la población el 1.24% eran hispanos o latinos de cualquier raza.